# Apatia
L'apatia és la manca de sentiment, emoció, interès o preocupació per alguna cosa. És un estat d'indiferència, o la supressió d'emocions com ara la motivació envers una determinada qüestió. Una persona apàtica té una absència d'interès o preocupació per la vida emocional, social, espiritual, filosòfica, virtual o física. L'apatia també es pot definir com la manca d'objectius o fites personals. L'apatia cau en l'espectre menys extrem de la motivació disminuïda, seguit de l'abúlia i el mutisme acinètic com a cas més extrem.
Els apàtics poden no tenir sentit de propòsit, valor o sentit a la seva vida. Les persones amb apatia severa tendeixen a tenir una qualitat de vida més baixa, un risc més elevat de mortalitat i institucionalització primerenca. En psicologia positiva, l'apatia es descriu com a resultat del sentiment de l'individu de no posseir el nivell d'habilitat necessari per afrontar un repte. També pot ser el resultat de no percebre cap desafiament, ja sigui degut al fet que el repte és irrellevant per a ells o a una indefensió apresa. L'apatia sol sentir-se només a curt termini, però de vegades es converteix en un estat a llarg termini o fins i tot durant tota la vida, que sovint condueix a problemes socials i psicològics més profunds.
L'apatia patològica, caracteritzada per formes extremes d'apatia, es pot produir en molts trastorns cerebrals diferents, incloent condicions neurodegeneratives sovint associades a demència com la malaltia d'Alzheimer, la malaltia de Parkinson, i trastorns psiquiàtrics com l'esquizofrènia. Tot i que molts pacients amb apatia patològica també pateixen depressió, diversos estudis han demostrat que les dues síndromes són dissociables: l'apatia pot ocórrer independentment de la depressió i viceversa.